# Conioscinella longipennis
Conioscinella longipennis är en tvåvingeart som först beskrevs av Becker 1912.  Conioscinella longipennis ingår i släktet Conioscinella och familjen fritflugor. Inga underarter finns listade i Catalogue of Life.